# دخينة

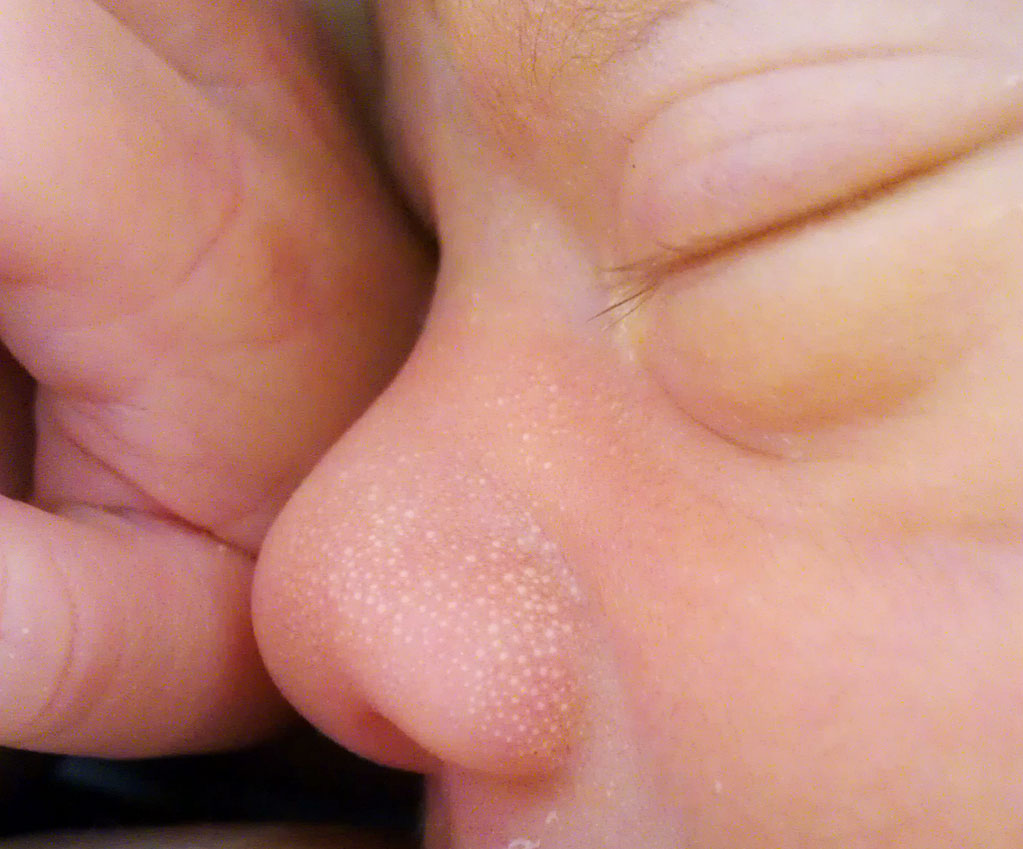
بقع الحليب على أنف طفل يبلغ من العمر أسبوعا واحدا

الدخينة أو العُدّة الدُخْنِيّة (بالإنجليزية: Milium)‏ أو بقع الحليب أو بذور الزيت هي سدة من إفرازات الغدد العرقية، تتكون من تكيسات مليئة بالكولسترول والكيراتين ويمكن أن تظهر فقط تحت البشرة أو على سقف الفم. ترتبط الدخينات عادة بالأطفال حديثي الولادة ولكن يمكن أن تظهر على أشخاص من جميع الأعمار.:680 وعادة ما تظهر حول الأنف والعينين، وأحيانا على الأعضاء التناسلية، وغالبا ما تظهؤر عند المصابين بالثآليل أو الأمراض المنقولة جنسيا. كما يحتمل أن يخلط بين الدخينات والرؤوس البيضاء العنيدة.
في الأطفال، الدخينات غالبا ما تختفي في غضون 2-4 أسابيع. أما البالغين، فيمكن إزالتها من قبل الطبيب (وأطباء الأمراض الجلدية لديهم معرفة متخصصة في هذا المجال).

## التسمية
سُميت عدة دخنية لأنها شبيهة بحَبّ الدخن.